# Elecciones presidenciales de Seychelles de 1993
Las elecciones presidenciales de Seychelles de 1993 tuvieron lugar en julio de ese año, al mismo tiempo que las elecciones parlamentarias, con el objetivo de renovar la presidencia de la república para el período 1993-1998. Los comicios tuvieron un carácter histórico, al ser las primeras elecciones realizadas bajo la Constitución de 1992, que ponía fin al estado unipartidista encabezado por el Frente Progresista del Pueblo de Seychelles (FPPS) y establecía una democracia multipartidista por primera vez desde el golpe de Estado de 1977. El presidente de Seychelles, jefe de Estado y de gobierno, sería elegido por el sistema de segunda vuelta electoral, en el que el candidato más votado debía obtener más del 50% de los votos para resultar electo. Caso contrario, se realizaría un desempate entre él y el segundo candidato más votado.
El presidente desde 1977, France-Albert René, se presentó para la reelección para un cuarto mandato, esta vez compitiendo contra su predecesor derrocado en el golpe, James Mancham, que se presentaba por el Partido Democrático de Seychelles (restablecido después de su ilegalización tras la instalación del régimen autoritario) y Phillipe Boullé, que junto a Wavel Ramkalawan y otros líderes políticos habían establecido la "Oposición Unida" una coalición contraria al bipartidismo anterior al golpe.
Debido en gran medida al clima económico favorable y a la exitosa transición democrática, René obtuvo una amplia victoria con el 59.50% de los votos, evitando de este modo una segunda vuelta y manteniendo el monopolio del FPPS. Mancham continuó siendo el principal líder de la oposición, con el 36.72% y la Oposición Unida, que prácticamente aglutinaba a todos los terceros partidos, obtuvo solo el 3.78% con Boullé como candidato (de todas formas en las elecciones parlamentarias sí obtuvo representación). La participación fue del 86.53% del electorado registrado. La oposición reconoció la derrota, y France-Albert fue juramentado para su cuarto mandato, el primero elegido democráticamente.

## Resultados
|  | 59.50 % |

|  | 36.72 % |

|  | 3.78 % |

|  | 98.83 % |

|  | 1.17 % |

|  | 100.00 % |

|  | 86.53 % |